# Джорджо де Бунделмонти
Джо̀рджо де Бунделмо̀нти (Giorgio de' Buondelmonti) е владетел на Епирското деспотство, със столица Янина, през 1411 г.

## Биография
Джорджо е малкият син на Исав де Бунделмонти от третата му съпруга Евдокия Балшич. Когато баща му умира на 6 февруари 1411 г., майка му опитва да запази властта в Янина от името на невръстния си син. Евдокия не се радва на добра репутация сред благородничеството. Когато научават за нейните намерения да се омъжи за Душанов болярин, те скоропостижно се отървават от нея и сина ѝ едва 20 дни след „възкачването“ му на престола. Джорджо живее поне до 1453 г., а името му се среща в редица документи от Рагузката република (латинското название на Дубровник).